# Anđelko Badurina
Fra Anđelko Badurina (Lun (Dudići), Pag, 2. listopada 1935. – Odra kod Zagreba, 14. prosinca 2013.), hrvatski katolički svećenik, franjevac trećoredac glagoljaš, povjesnik umjetnosti, arhivist, paleograf, arheolog i bizantolog

## Životopis
Rodio se na otoku Pagu. U Jakišnici u rodnome mjestu završio je pučku školu. Gimnaziju pohađao na trima lokacijama: prvo je bio u Senju, pa u Zagrebu na Nadbiskupskoj klasičnoj gimnaziji, a u Splitu je završio i maturirao 1955. na Biskupskoj klasičnoj gimnaziji. U Zemunu i Beogradu je odslužio obvezni vojni rok koji mu je trajao gotovo tri godine. Studirao teologiju na Katoličkom bogoslovnom fakultetu u Zagrebu. Tijekom studija se 1961. u Zagrebu zaredio za svećenika, a diplomirao je 1963. godine temom Suvremeni grčko-pravoslavni teolozi o jedinstvu pravoslavlja. Kao fratar član je Provincije franjevaca trećoredaca glagoljaša sv. Jerolima, sa sjedištem, sada, u Zagrebu na Ksaveru). Poslijediplomski je pohađao na Teološkom fakultetu akademske godine 1963./64. Studirao je i povijest umjetnosti na Filozofskom fakultetu Sveučilišta u Zagrebu i diplomirao 1968. godine, te na istoj ustanovi završio poslijediplomski studij i magistrirao 1972. temom Iluminacija srednjevjekovnih pravničkih rukopisa u Dalmaciji – Dubrovnik a doktorirao 1974. godine tezom Uloga franjevačkih samostana u urbanizaciji dubrovačkog područja i mentor u oba slučaja bio je Milan Prelog. Usputno je studirao paleografiju (latinska, glagoljska i ćirilska) i arhivistiku u Historijskom arhivu HAZU i Arhivu Hrvatske 1958. – 1960., pa u Italiji Bizant u Ravenni, stariji srednji vijek u Spoletu, Veneciji i Goetheovom institutu u Freiburgu/B.
Od 1969. je u Institutu za povijest umjetnosti Sveučilišta u Zagrebu. Dužnost tajnika je preuzeo 1971. nakon ostavke Grge Gamulina do travnja 1972. godine kad je kao v.d. izabran Milan Prelog. Od 1976. je bio i tajnik Centra za povijesne znanosti Sveučilišta u Zagrebu. Radio kao znanstveni savjetnik na Filozofskom fakultetu i u svim arhivima u Hrvatskoj, pa u Vatikanu, Veneciji, Beču i Budimpešti. Predavao na međusveučilišnom studiju u Dubrovniku, na poslijediplomskom studiju KBF u Zagrebu. Suosnivač Teološkog društva ‘’Kršćanska sadašnjost’’ (TDKS) u Zagrebu.
Znanstveni interes: srednji vijek: Ikonografija, ikonologija, iluminirani rukopisi, samostanska arhitektura, urbanizam. (=Organizacija prostora od knjižne stranice do grada)
Bio je član upravnog odbora Društva povjesničara umjetnosti Hrvatske, Znanstveno-nastavnog vijeća Sveučilišta u Zagrebu i član Skupštine Sveučilišta u Zagrebu, član Hrvatskog arheološkog društva, Bizantološke sekcije Razreda za društvene znanosti HAZU i dr.
Obnašao je različite dužnosti u Trećem samostanskom redu svetog Franje (Tertius Ordo Regularis S. Francisci) kojemu je pripadao. Bio je tajnik, definitor i kustos. Zadnjih četrdesetak godina života proveo je u samostanu sv. Franje u Odri, gdje je bio višegodišnji gvardijan i ekonom.
U mirovinu je otišao 2000. godine. Umro je u samostanu franjevaca trećoredaca glagoljaša u Odri kod Zagreba.

## Djela
Djela:
- Iluminirani rukopisi u Hrvatskoj, na hrvatskom, njemačkom i engleskom jeziku
- Hagiotopografija Hrvatske (osnovni podatci za 6608 svetih mjesta u Hrvatskoj)
- Uredio, postavio i napisao prigodne kataloge i legende (=datacija) za 13 samostanskih, odnosno crkvenih zbirki umjetnina u Hrvatskoj.
- Izradio desetak Elaborata za restauraciju i revitalizaciju oštećenih, napuštenih ili ostarjelih samostana u Hrvatskoj.
- 1998. – 2000. radio na organizaciji i izboru izložaka za izložbu hrvatske umjetnosti u Vatikanu i bio je glavni u projektu sa strane Crkve.
- Porat – samostan franjevaca trećoredaca 1480–1980, 1980.
- Sakralni prostor tijekom povijesti i danas, koaut., 1987.
- Uloga franjevačkih samostana u urbanizaciji dubrovačkog područja, 1990.
- Boljunski glagoljski rukopisi: Kvaderna od dot cerkav boljunskeh, 1992.
- Datja i prijatja: primici i izdaci samostana franjevaca trećoredaca glagoljaša u Martinšćici na otoku Cresu, 1995.
- Inventar samostana sv. Marije Magdalene u Portu na otoku Krku 1734. – 1878., 2013.
- Uredio je Leksikon ikonografije, liturgike i simbolike zapadnog kršćanstva. Koncepcijski osmišljen s Brankom Fučićem, a ostvaren sa suradnicima (Marijan Grgić, Radovan Ivančević, Emilijan Cevc, Mitar Dragutinac, Dragutin Nežić, Doris Baričević).

## Nagrade
Nagrade:
- Godine 1997. Državna nagrada za knjigu Iluminirani rukopisi u Hrvatskoj.[2]
- Godine 1999. odlukom predsjednika Republike Hrvatske dr. Franje Tuđmana 1999. odlikovan Redom Danice hrvatske s likom Marka Marulića za osobite zasluge u kulturi.
- Godine 2003. Zbog iznimna doprinosa proučavanju hrvatske glagoljske baštine Društvo prijatelja glagoljice u Zagrebu proglasilo ga je svojim počasnim članom.